# Undercover Cops
Undercover Cops (アンダーカバーコップス?) es un videojuego de la compañía Irem publicado originalmente como arcade en julio de 1992, y luego para Super Famicom en marzo de 1995. Es el primer intento de Irem en el género Yo contra el barrio al estilo del videojuego Final Fight de Capcom. Los jugadores controlan los miembros de un grupo de policías encubiertos que lucha contra el crimen acabando con los matones en una Nueva York del año 2043.

## Legado
La relevancia de Undercover Cops en Japón alcanzó para que tuviera su propio manga, a cargo de Waita Uziga, que fue publicado en la serie Gamest Comics de Shinseisha in 1993. También hubo un spin-off para Game Boy titulado Undercover Cops: Hakaishin Garumaa, y una conversión del arcade para occidente llamada Undercover Cops Alpha (アンダーカバーコップスα?), que conserva los detalles de la versión original de arcade.
En Shuyaku Sentai Irem Fighter, Rosa de Undercover Cops aparece un cameo como personaje de carta.
En High Score Girl, por Rensuke Oshikiri, manga basada en los videojuegos, Rosa y Matt de Undercover Cops hacen un cameo en el capítulo 30.